# Деркач Віктор Денисович
Деркач Віктор Денисович (1939—2011) — український організатор кіновиробництва, редактор, сценарист. Заслужений працівник культури УРСР (1976). Нагороджений медаллю і значком «Отличник кинематографии СССР».

## Життєпис
Народився 3 січня 1939 року. Закінчив філологічний факультет Київського державного університету ім. Т. Г. Шевченка (1960).
Працював редактором, головним редактором студії «Київнаукфільм», головним редактором і директором студії «Укркінохроніка» (кінострічки: «Чорнобиль — Хроніка важких тижнів» (1986), «Польові випробування української вдачі» (2011) тощо).
Автор сценаріїв ряду фільмів («З досвіду українських буряководів», 1959 та ін.).
Був членом Національної спілки кінематографістів України.
Помер 7 грудня 2011 року.